# Cahita palposa
Cahita palposa är en kackerlacksart som beskrevs av Bonfils 1969. Cahita palposa ingår i släktet Cahita och familjen småkackerlackor. Inga underarter finns listade.